# 清水茜里
清水 茜里（しみず あかり、1997年9月24日 - ）は、日本の元女子バレーボール選手である。

## 来歴
愛知県名古屋市出身。小学校で入っていた部活が中学校になく、母の影響で、中学1年生からバレーボールを始める。
名古屋商業高等学校、愛知学院大学を経て、2019/20シーズン、V.LEAGUE DIVISION1 WOMEN（V1女子）に所属するヴィクトリーナ姫路の内定選手となった。
2020年、大学卒業後に、ヴィクトリーナ姫路に入団した。2022/23シーズンにV1女子の試合に出場し、Vリーグデビューを果たした。
2023年、2022-23シーズンをもって現役を引退した。

## 所属チーム
- 名古屋商業高等学校（2013-2016年）
- 愛知学院大学（2016-2020年）
- ヴィクトリーナ姫路（2020-2023年）